# Агент Коди Бэнкс 2: Пункт назначения — Лондон
«Агент Коди Бэнкс 2: Пункт назначения — Лондон» (англ. Agent Cody Banks 2: Destination London) — сиквел фильма 2003 года «Агент Коди Бэнкс», вышедший в США 12 марта 2004. Фрэнки Муниз — единственный вернувшийся актёр (не считая Кита Дэвида), Ханна Спиритт теперь играет его возлюбленную, Энтони Андерсон — напарника. Действие фильма происходит в Лондоне, где уже знакомый нам по первой части Коди пытается вернуть украденное оборудование для контроля над разумом.
Фильм собрал $28 818 995 в мире. Муниз заявил, что сиквелов больше не будет.

## Сюжет
Агент ЦРУ Виктор Диаз (Кит Аллен) похитил сверхсекретную разработку устройства для контроля над разумом, и агент Коди Бэнкс (Фрэнки Муниз) должен вернуть его, поехав в Лондон и некоторое время проучившись там в элитной музыкальной школе под прикрытием. Чтобы не позволить своим знакомым из академии узнать о его истинной цели, ему приходится скрываться, убегать во время занятий и использовать автоматический кларнет.
Коди знакомится с Эмили (Ханна Спиритт), членом оркестра, в которую он влюбляется, на самом же деле она оказывается британским секретным агентом. Коди похищают и вживляют ему микрочип, управляя его разумом. Эмили и её напарник Дерек спасают его. Диаз и его помощник лорд Кентворт собирают мировых лидеров с помощью директора ЦРУ, чей разум они контролируют. Коди рассказывает оркестру правду о себе и велит им играть, чтобы помешать лидерам пойти на конференцию в Букингемский дворец. Дерек почти убивает Коди, но его спасает Эмили. Она также освобождает Дерека от контроля. Она освобождает президента, пока Коди и Дерек освобождают директора ЦРУ. Коди побеждает в драке с Диазом. Коди, Дерек, Эмили и оркестр благодарят за оказанную помощь.

## В ролях
- Фрэнки Муниз — Коди Бэнкс
- Энтони Андерсон — Дерек Баум
- Ханна Спиритт — Эмили Соммерс
- Кит Аллен — Виктор Диаз
- Кит Дэвид — директор ЦРУ
- Анна Чанселлор — леди Жозефина Кентворт
- Джеймс Фолкнер — лорд Дункан Кентворт
- Синтия Стивенсон — миссис Бэнкс
- Дэниел Робук — мистер Бэнкс
- Коннор Видоус — Алекс Бэнкс
- Дэвид Келли — Тревор
- Сантьяго Сегура — доктор Сантьяго
- Род Силверс — Кумар
- Джек Стэнли — Райан
- Джошуа Броди — Бендер
- Сара МакНиколас — Мариса
- Альфи Аллен — Йохан

## Новелла
- Была выпущена новелла, написанная Майклом Энтони Стилом, и основанная на сценарии Дона Раймера.